# Eiphosoma rheum
Eiphosoma rheum là một loài tò vò trong họ Ichneumonidae.